# НТВ-Плюс Теннис
НТВ-Плюс Теннис — общероссийский спортивный телеканал, целиком и полностью посвящённый теннису. Осуществлял своё вещание с 4 февраля 2006 по 25 января 2016 года. Прекратил своё существование в результате ребрендинга дирекции спортивного вещания «НТВ-Плюс».

## Концепция
Каждый день в эфире канала проходили трансляции теннисных соревнований: от открытых чемпионатов Австралии, Франции, Великобритании и США до турниров ATP и WTA (кроме Премьер-серии). Помимо них, в сетке вещания были представлены студийные передачи российского производства на тему тенниса.
Первоначально, с 4 февраля 2006 по 9 марта 2015 года, «НТВ-Плюс Теннис» начинал вещание в 10:00 МСК и заканчивал его в районе часа ночи. С 10 марта 2015 по 25 января 2016 года вещание телеканала осуществлялось круглосуточно.
С 2010 года телекомпания «НТВ-Плюс» прекратила показ трансляций открытого чемпионата Франции по теннису (Ролан Гаррос) из-за расторжения договорённости о приобретении данной сублицензии. В том же году права на «Ролан Гаррос» были переданы в крупнейший государственный медиахолдинг ВГТРК до сезона 2011 года. В 2013 году телекомпания также не транслировала «US Open».
С февраля по сентябрь 2014 года на канале не транслировались актуальные теннисные трансляции и передачи в режиме прямого эфира, вместо них шли более ранние трансляции прошлых лет. Предполагалось, что осенью 2014 года телеканал прекратит своё существование, но вскоре информация была опровергнута, и его вещание продолжилось вплоть до января 2016 года. Новое руководство субхолдинга «Матч!» решило не делать ставку на профильные спортивные каналы, и 25 января 2016 года, в день ребрендинга спортивных каналов «НТВ-Плюс», канал «Теннис» был закрыт.

## Логотип
Телеканал сменил 2 логотипа. Последний — 3-й по счёту.
- С 4 февраля 2006 по 1 ноября 2007 года под логотипом НТВ-Плюс присутствовала надпись «Теннис». Находился в левом нижнем углу.
- Со 2 ноября 2007 по 30 декабря 2010 года логотип состоял из прямоугольника, который был поделён на две части: в левой части с прозрачным фоном присутствовал зелёный шарик, а в правой части с тёмно-мандариновым фоном — слово «Теннис» и логотип был полупрозрачным. Находился там же.
- С 31 декабря 2010 по 25 января 2016 года логотип напоминал предыдущий, но меньше по размерам, надпись «Теннис» другого шрифта и правая часть прямоугольника тёмно-зелёного градиентного фона. Находился там же.
- С 1 января 2010 по 25 января 2016 года логотип напоминал предыдущий, но меньше по размерам, надпись «Теннис-1» другого шрифта и правая часть прямоугольника белый-красный градиентного фона. Находился там же.
- С 1 июня 2015 по 1 ноября 2024 года логотип напоминал предыдущий, но меньше по размерам, надпись «Теннис» другого шрифта и правая часть прямоугольника белый-красный градиентного фона. Находился там же.

Последний логотип телеканала «НТВ-Плюс Теннис» с 4 февраля 2006 по 25 января 2016 года.
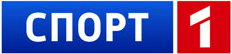
Второй логотип телеканала «Теннис-1» с 1 января 2010 по 25 января 2016 года.
Третий логотип телеканала «Матч! Теннис» с 1 июня 2015 по 1 ноября 2024 года.

## Передачи
- «Новости спорта»
- «Гейм, сет и матч» — о событиях в мире тенниса за неделю, а также спецвыпуски, посвящённые итогам каждого игрового дня в турнирах большого шлема.
- «Пресс-ревью» — обзор теннисных СМИ.
- «Психология успеха»
- «Родительский час»
- «Шамиль Тарпищев на приёме»
- «Годы и судьбы»
- «Открытый корт»
- «Встречи со звёздами»
- «Тайм-аут»
- «На связи Уимблдон» (в рамках проведения Уимблдона)
- «На связи Нью-Йорк» (в рамках проведения US Open)
- «Зал российской теннисной славы» (ежегодно)

## Комментаторы
- Анна Дмитриева
- Александр Метревели
- Александр Шмурнов (редко)
- Игорь Швецов
- Анастасия Мыскина
- Алексей Михайлов
- Александр Собкин
- Сергей Дерябкин
- Софья Авакова
- Наталья Копцова
- Роман Комин
- Софья Тартакова

### Умершие
- Юрий Дарахвелидзе (скончался в августе 2015 года)[14]